# Международен консорциум на разследващи журналисти
Международният консорциум на разследващи журналисти ( ICIJ ) е независима глобална мрежа от 280 разследващи журналисти и над 100 медийни организации, обхващащи повече от 100 държави. Базирана е във Вашингтон, окръг Колумбия, с персонал в Австралия, Франция, Испания, Унгария, Сърбия, Белгия и Ирландия.
ICIJ е основан през 1997 г. от американския журналист Чарлз Луис като инициатива на Центъра за обществена почтеност с цел разкриване на престъпността и корупцията, които надхвърлят националните граници. През 2017 г. става напълно независима организация и по-късно получава статут на нестопанска организация съгласно раздел 501(c)(3) от дял 26 от Кодекса на Съединените щати, като една от 29-те типа организации с нестопанска цел. ICIJ разследва широк кръг въпроси, свързани с трансгранична престъпност, корупция и отчетност на властта. ICIJ разкрива контрабанда и укриване на данъци от мултинационални тютюневи компании (2000), от синдикати за организирана престъпност; разследва частни военни картели, азбестови компании и лобистите по изменението на климата, като публикува подробности за военните договори в Ирак и Афганистан. 
Досиета от Панама са резултат от съвместна работа на повече от 100 медийни партньори, включително членове на организираната престъпност и проект за отчитане на корупцията. Наборът от 11,5 милиона поверителни финансови и правни документи от базираната в Панама адвокатска кантора Mossack Fonseca включва подробна информация за повече от 14 000 клиенти и повече от 214 000 офшорни предприятия, включително самоличността на акционерите и директорите включително известни личности и държавни глави - държавни служители, близки роднини и близки сътрудници на различни правителствени ръководители на повече от 40 държави. Германският вестник Süddeutsche Zeitung за първи път получава публикуваните данни от анонимен източник през 2015 г. След като работи в продължение на една година върху документите на Mossack Fonseca, директорът на ICIJ Джерард Райл описва как офшорната фирма е помогнала на компании и лица с данъчни убежища, включително такива, които са санкционирани от САЩ и Великобритания за работа със сирийския президент Башар Асад.

## История
През 1997 г. Центърът за обществена почтеност започва „сглобяването на първата в света работеща мрежа от водещи разследващи репортери“. До 2000 г. ICIJ се състои от 75 репортери от световна величина в 39 държави.
В началото на ноември 2014 г. разследването на ICIJ от Luxembourg Leaks разкрива, че Люксембург под ръководството на Жан-Клод Юнкер се е превърнал в голям европейски център за избягване на корпоративни данъци.
През февруари 2015 г. уебсайтът на ICIJ публикува информация за банкови сметки в Швейцария под заглавието Swiss Leaks: Murky Cash Sheltered by Bank Secrecy, която публикува информация за 100 000 клиенти и техните сметки в HSBC.
През февруари 2017 г. ICIJ се отделя в напълно независима организация, която сега се управлява от три комитета: традиционен съвет на директорите с доверителна роля; Консултативен комитет от поддръжници; и Мрежов комитет на ICIJ.
ICIJ получава статут на организация с нестопанска цел от данъчните власти на САЩ през юли същата година.
През 2017 г. ICIJ, McClatchy Company и Miami Herald спечелват наградата Пулицър за обяснителни репортажи за „Panama Papers“, поредица от истории, използващи сътрудничеството на над 300 репортери на шест континента, за да разкрият скритата инфраструктура и глобалния мащаб на офшорни данъчни убежища. Като цяло ICIJ спечелва повече от 20 награди за Panama Papers. 
От 2008 до 2011 г. ICIJ изследва световната тютюнева индустрия, разкривайки как Philip Morris International и други тютюневи компании са работили за разрастване на бизнеса в Русия, Мексико, Уругвай и Индонезия.
ICIJ си партнира с The Guardian, BBC, Le Monde, Washington Post, SonntagsZeitung, The Indian Express, Süddeutsche Zeitung и NDR за да създадат разследваща поредица за офшорното банкиране. Те докладват за корупцията на правителствата по целия свят, схемите за избягване на данъци, използвани от богати хора, и използването на тайни офшорни сметки в схеми на Понци
През юни 2011 г. статия на ICIJ разкрива как австралийски бизнесмен е помогнал на клиентите си законно да се включат в хиляди офшорни схеми, някои от които по-късно се включват в международното движение на петрол, оръжия и пари.
През април 2013 г. докладът Offshore Leaks разкрива подробности за 130 000 офшорни сметки, някои от които извършват международни данъчни измами.
В началото на 2014 г. ICIJ разкри, че роднини на китайския политически и финансов елит са сред тези, които използват офшорни данъчни убежища за прикриване на богатство.
През юли 2019 г. Mauritius Leaks показа как Мавриций се използва като едно такова данъчно убежище.
През януари 2020 г. Luanda Leaks разкри как най-богатата жена в Ангола Изабел дос Сантос използва мрежа от западни съветници, за да натрупа богатство. Разследването разкрива две десетилетия на корупционни сделки, които правят дос Сантос най-богатата жена в Африка и направи Ангола, богата на петрол и диаманти, една от най-бедните страни в света. Разследването показа как дос Сантос и нейният съпруг Синдика Доколо са изградили своята империя, възползвайки се от много юрисдикции за секретност.
Süddeutsche Zeitung получава набор от 11,5 милиона поверителни документи от таен източник, създаден от панамски доставчик на корпоративен сервиз Mossack Фонсека. Панамските документи предоставят подробна информация за повече от 214 000 офшорни компании, включително самоличността на акционери и директори, които включват държавни служители, близки роднини и близки сътрудници на различни правителствени ръководители на повече от 40 държави. Поради изтичането на информация премиерът на Исландия, Зигмундур Давид Гунлаугсон е принуден да подаде оставка на 5 април 2016 г. До 4 април 2016 г. повече от 107 медийни организации в 76 държави са участвали в анализа на документите, включително BBC Panorama и британския вестник The Guardian. Въз основа на оповестяването на Panama Paper Върховният съд на Пакистан сформира Съвместния разследващ екип за разследване на въпроса и дисквалифицира премиера Навас Шариф на 28 юли 2017 г. да заема пожизнено всякаква обществена длъжност.
ICIJ и Süddeutsche Zeitung получават Панамските документи през 2015 г. и ги разпространяват чрез 400 журналисти в 107 медийни организации в повече от 80 страни. Панамските документи разкриват индустрия, която процъфтява в пропуските и дупките на международните финанси. Те ясно дават да се разбере, че държавите сами не могат да извършват тези престъпления. Загубените данъчни приходи са една от последиците от тази скрита система, като още по-опасна е възможността корумпираните политици да имат къде да скриват откраднати национални активи извън полезрението на обществеността.
През 2017 г. германският вестник Süddeutsche Zeitung получава 13,4 милиона файла информация относно данъчните убежища, известни като Paradise Papers, свързани с базираната в Бермудите една от най-големите офшорни адвокатски кантори в света. Файловете разкриват, че много от данъчните убежища, използвани от Appleby, са на Каймановите острови, британска територия която не налага корпоративен данък върху доходите на пари, спечелени извън нейната юрисдикция. Paradise Papers разкрива „офшорните дейности на някои от най-влиятелните хора и компании в света“.
От 3 октомври 2021 г. ICIJ започва да публикува 11,9 милиона изтекли документи (включващи 2,9 терабайта данни). ICIJ определя документи като най-мащабното им разкриване на финансова тайна досега, съдържащо документи, снимки, имейли и електронни таблици от 14 компании за финансови услуги в държави, включително Панама, Швейцария и ОАЕ, надминавайки предишното им издание на Панамските документи през 2016 г., които имаха 11,5 милиона поверителни документи.
През ноември 2019 г. ICIJ разкрива секретни документи на китайското правителство, изтекли от уйгури в изгнание, наречени Китайски кабели, които доказват масово наблюдение и лагери за интерниране на уйгури и други мюсюлмански малцинства в китайската провинция Синдзян.
Файловете FinCEN са изтекли документи от Мрежата за прилагане на финансови престъпления FinCEN, които описват подозрителни финансови трансакции в множество глобални финансови институции. 
В хода на разследванията на Panama Papers и Paradise Papers ICIJ е изправена пред предизвикателството да научи и внедри различни технологии за управление на международното сътрудничество върху терабайта данни - структурирани и неструктурирани (например имейли, PDF файлове) - и как да извлече значима информация от тези данни. Били са използвани Neo4J графични системи за управление на бази данни и Linkurious за търсене и визуализиране на данните. Проектите с интензивни данни изискват включването не само на ветерани разследващи журналисти, но също така и специалисти за данни и програмисти.

## Награди
ICIJ организира двугодишните награди на Daniel Pearl за изключителен международен разследващ репортаж. В момента наградата не се присъжда. 